# Институт биологии развития имени Н. К. Кольцова РАН
Институт биологии развития им. Н. К. Кольцова РАН — научно-исследовательское учреждение Российской Академии Наук. Полное название — Федеральное государственное бюджетное учреждение науки Институт биологии развития им. Н. К. Кольцова Российской академии наук.

## История

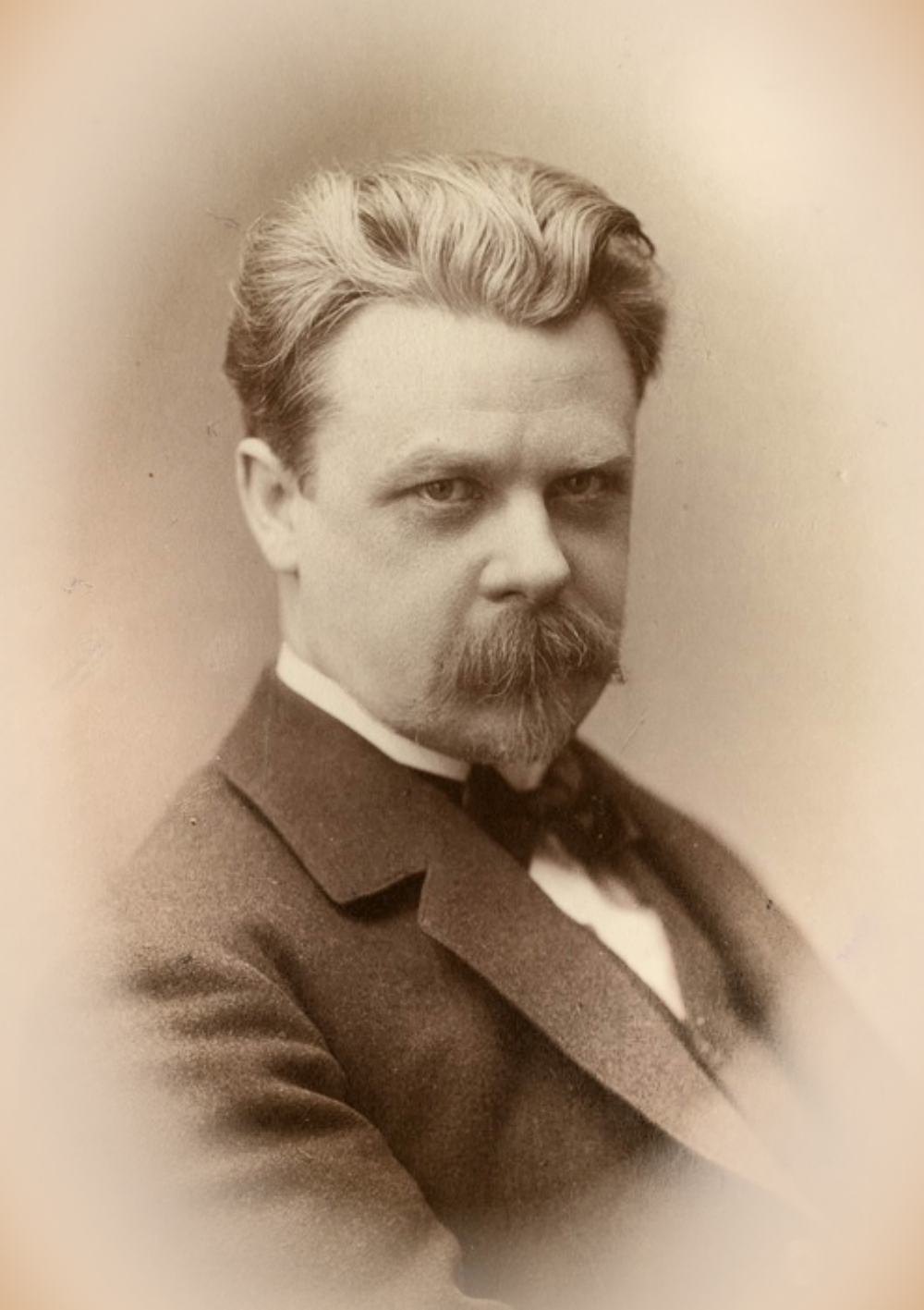
Н. К. Кольцов, основатель Института.

В 1916 году московские промышленники затевали создание Московское общество научных институтов (своего рода «малой академии» в Москве, где планировалось изучать естественные науки с креном в медицину). Одним их первых появился Институт экспериментальной биологии. Научная деятельность института началась лишь в 1917 году, между двумя революциями. Тогда это была всего лишь небольшая, но хорошо оборудованная лаборатория. Инициатором создания института выступил русский биолог Н. К. Кольцов. Он же являлся директором института в течение 22 лет, с 1917 по 1939 годы. Вокруг биолога сформировался ряд молодых исследователей, которые вошли в историю как крупные самостоятельные ученые.

### Институт экспериментальной биологии

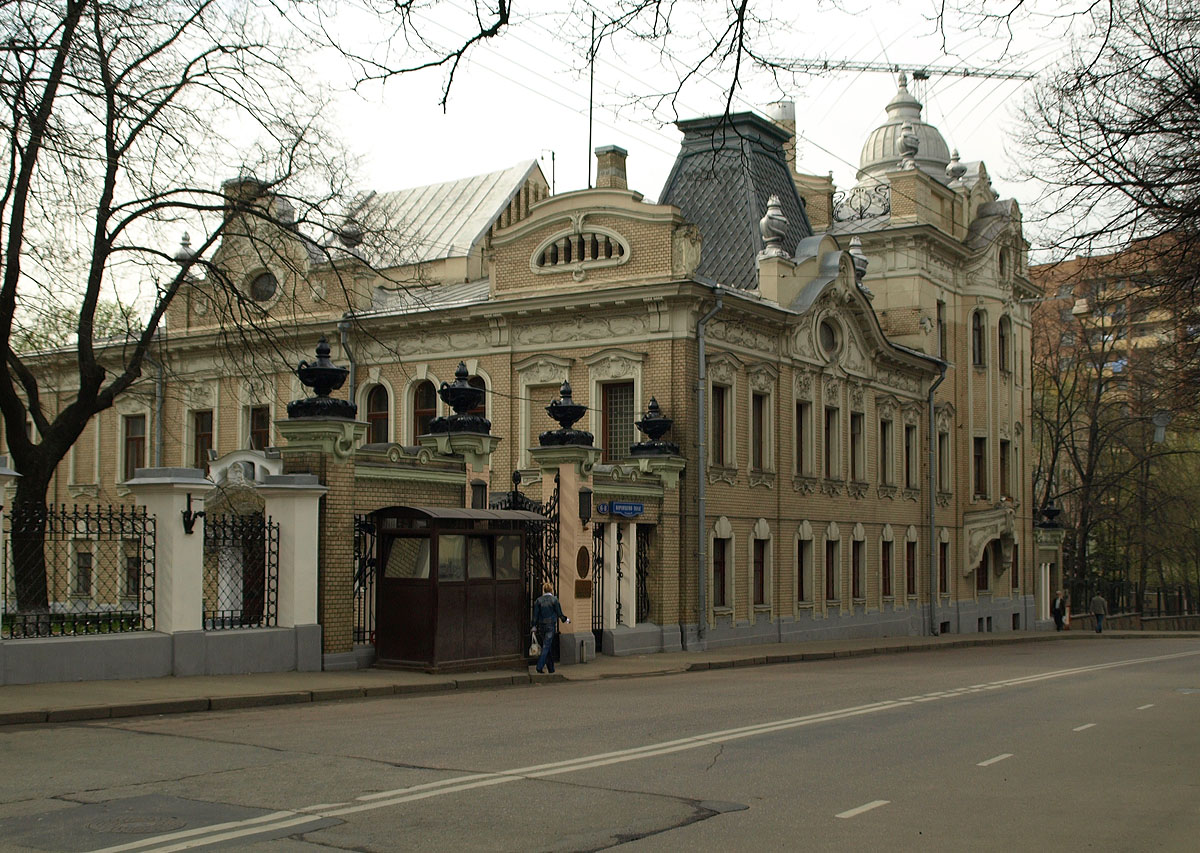
Воронцово Поле, 6-8, где с 1925 по 1952 год располагался Институт экспериментальной биологии, который организовал и возглавил Н. К. Кольцов (директор 1917—1938 гг.).

ИЭБ стал первым многодисциплинарным институтом России, независимым от высших учебных заведений, который объединил биологов различных специальностей — генетиков, физиологов, цитологов и т. д.
Потрясения 1917 года и последующих лет не «убили» Институт и дело Кольцова, но лишили его всех необходимых средств. Благодаря своему упорству, Кольцов сумел получить поддержку своим начинаниям у новых властей. С работой в Институте связаны все его основные научные достижения послереволюционного периода.
При НЭПе в ИЭБ стало расти финансирование и увеличилось число сотрудников. Отмечали важную черту кольцовской школы: крупные учёные во всём мире держались в своих центрах одной темы, у Кольцова же изучение шло по разным направлениям. Высоко ценился им и творческий подход. Большую роль в формировании стратегии Института играл еженедельный институтский семинар, проходивший под председательством самого Кольцова. На семинаре присутствовали все 30 сотрудников института, а также сотрудники некоторых биологических кафедр МГУ и других московских институтов. Творческой атмосфере семинара способствовало участие в его работе выдающихся ученых — С. С. Четверикова, А. С. Серебровского, Д. П. Филатова , С. Н. Скадовского. На семинаре в течение года периодически выступали видные ученые, приглашенные из-за границы. Среди них были К. Бриджес — один из главных представителей школы Моргана, С. Хараланд — генетик растений, У. Бэтсон — классик менделизма, давший генетике ее имя, К. Дарлингтон — крупнейший цитогенетик, Э. Бауэр и Р. Гольдшмидт — основатели классической генетики.
Уже в 1920-е годы в Институте сложилась своя школа цитологов и генетиков, получившая мировую известность. В Институте с использованием различных методов был получен ряд сортов сельскохозяйственных растений. Кольцов и его школа добились внедрения генетики в птицеводство и животноводство, создания научного шелководства, генетических основ рыбоводства, создания научной микрокинематографии. Кольцовцами были открыты ядерные структуры (нуклеоиды) бактерий и их кольцевая хромосома; используя рентгеновское излучение, они стали пионерами генной инженерии; добились больших успехов в пересадке конечностей, зачатков зубов и восстановления тканей. Все эти очевидые достижения оказались на пути лысенковцев.
В 1938 году институт перешёл в структуру Академии наук СССР и был переименован в Институт цитологии, гистологии и эмбриологии (ИЦГЭ). Начиная с 1939 году активно шла травля Н. К. Кольцова, которого на партсобрании Института обвиняли в надуманных грехах все выступающие. В защиту встал молодой генетик И. А. Рапопорт, который заявил, что все обвинения надуманы, а институту следует присвоить имя Н. К. Кольцова. За это выступление на следующий день райком снял комсорга Рапопорта с должности, а Н. К. Кольцов был уволен с поста директора.

### Институт в составеИМЖа
В 1948 году в результате объединения Института цитологии, гистологии и эмбриологии (ИЦГЭ) с Институтом эволюционной морфологии (ИЭМ) был преобразован в Институт морфологии животных им. А. Н. Северцова (ИМЖ). Несмотря на сложившиеся обстоятельства, Г. К. Хрущов — директор ИЦГЭ (1939—1949), а затем и объединенного ИМЖа — сумел сохранить все лаборатории ИЭБ, кроме лаборатории генетики, а также оставить большую часть сотрудников.

### Институт биологии развития
В 1967 году Институт морфологии животных был вновь разделён на Институт эволюционной морфологии и экологии животных (позднее — Институт проблем экологии и эволюции имени А. Н. Северцова РАН) и Институт биологии развития (ИБР), который возглавил академик Б. Л. Астауров. Он сумел привлечь соратников своего учителя для новых работ и, возродив институт, уже в новом формате продолжить дело Н. К. Кольцова. 
С 1970 года ИБР начал издавать журнал «Онтогенез», первым главным редактором которого был сам Б. Л. Астауров. С 1971 года в стенах Института проводятся Школы по биологии развития, вскоре получившие популярность среди биологов СССР.
Преемником Б. Л. Астаурова на посту директора Института биологии развития им. Н. К. Кольцова стал академик Т. М. Турпаев, который возглавлял Институт с 1974 по 1989 г. В 1975 году Институту биологии развития АН СССР было наконец присвоено имя Н. К. Кольцова.
С 1989 по 2004 г. руководил Институтом академик Н. Г. Хрущов, а с 2004 до 2015 г. директором Института был доктор биологических наук , профессор Н. Д. Озернюк.
С 2015 года по настоящее время директором Института является член-корреспондент РАН, доктор биологических наук, А. В. Васильев. Несмотря на большие изменения и развитие науки, в институте сохраняется заданный Н. К. Кольцовым курс на экспериментальную биологию и биологию развития.

## Кропотовская биостанция им. Б. Л. Астаурова
Одно из старейших ныне действующих подразделений Института — Кропотовская биологическая станция, история которой опять возвращает нас к Н. К. Кольцову. Организовали ее в 1927 г. на юге Подмосковья в района города Каширы, в бывшей барской усадьбе близ деревни Кропотово по инициативе кафедры общей биологии Второго МГУ, где профессор Н. К. Кольцов читал лекции. С 1932 по 1937 г. биостанция принадлежала Институту экспериментального морфогенеза. Затем ее передали Кольцовскому институту; а в 1967 г. она вошла в состав Института биологии развития. Во времена Н. К. Кольцова здесь работали многие выдающиеся биологи: сам Н. К. Кольцов, Д. П. Филатов, Б. В. Кедровский, Б. Л. Астауров, Л. Я. Бляхер, А. Г. Лапчинский, М. С. Навашин, Н. П. Дубинин, В. В. Сахаров, Н. Н. Соколов, Б. Н. Сидоров, В. А. Струнников и др. Именно здесь Б. Л. Астауров в 30-е годы начал изучать регуляцию пола у тутового шелкопряда, а потом В. А. Струнников разрабатывал подходы к управлению размножением и регуляцией пола.
Сейчас на биостанции активно работают физиологи, изучая особенности формирования поведения и механизмы регуляции физиологических функций в онтогенезе. Эти исследования проводятся на насекомых, моллюсках, амфибиях, с использованием методов электрофизиологии, цитохимии и молекулярной биологии. Биофизики изучают особенности энергетического метаболизма у моллюсков, насекомых и других беспозвоночных. Продолжаются работы по полиплоидии гречихи, успешно начатые В. В. Сахаровым; идет направленный отбор и селекция для получения семян гречихи и календулы. Генетики проводят в Каширском р-не мониторинг видового разнообразия дрозофил вдоль бассейна р. Оки. Кропотово уже на протяжении 80 лет остается экспериментальной базой фундаментальных и прикладных работ по многим проблемам биологии развития и генетике не только сотрудников Института, но и Биологического факультета МГУ и других научных учреждений.

## Современная работа

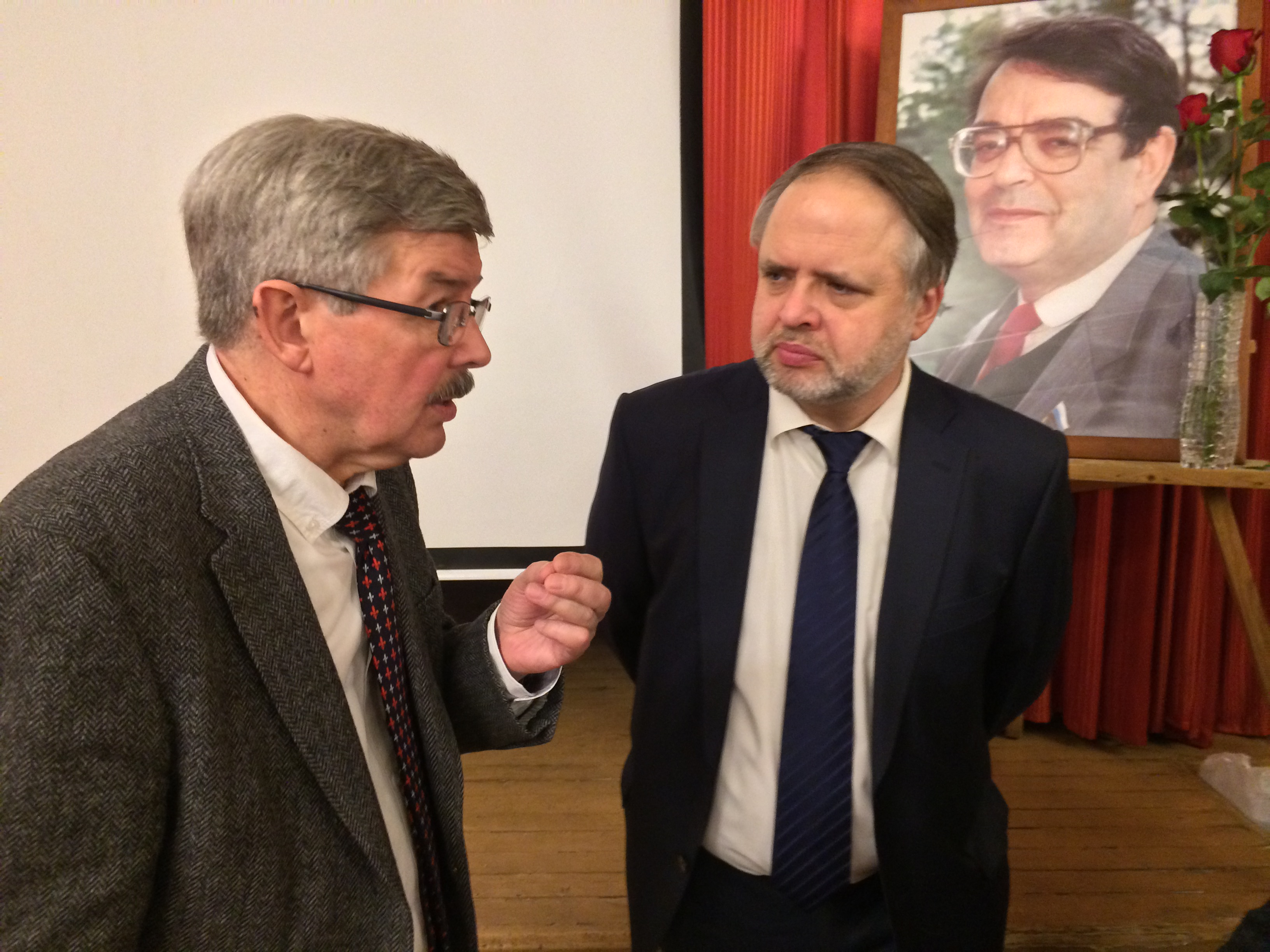
Директора ГИН РАН (Академик М. А. Федонкин) и ИБР РАН (Член-корреспондент А. В. Васильев) на XVI-x Чтениях памяти Н. Н. Воронцова.

В настоящее время основные направления научной деятельности Института:
Эмбриологическое направление исследований Института продолжало традиции, заложенные Д. П. Филатовым — основателем отечественной школы экспериментальной биологии еще в Кольцовском Институте. Данное направление представляли лаборатории экспериментальной эмбриологии им. Д. П. Филатова, биофизики развития и биохимической эмбриологии. В этих лабораториях проводились биохимические и биофизические исследования особенностей предзародышевого и зародышевого развития, а также изучение влияния факторов среды на процессы гаметогенеза и эмбриогенеза.
Цитологическое направление — одно из основных в Институте экспериментальной биологии, возглавляемое в разное время А. В. Румянцевым, Г. К. Хрущовым, В. В. Кедровским, объединяло лаборатории: гистогенеза, цитологии, проблем клеточной пролиферации, экспериментальной нейробиологии, проблем регенерации. Исследования проблем клеточной биологии, проводимые в этих лабораториях, направлены на изучение процессов пролиферации, происхождения (кроветворных, нейральных, эпидермальных, печеночных, сперматогенных, тканей глаза, клеток иммунной системы), регенерации тканей и органов, а также особенностей биологии тканеспецифических и эмбриональных стволовых клеток.
Молекулярно-биологическое и молекулярно-генетическое направление, основанное И. Б. Збарским и Л. И. Корочкиным, было представлено лабораториями биохимии, молекулярной биологии развития, молекулярно-генетических механизмов онтогенеза, генетических механизмов органогенеза и группой регуляторных белков. Основные задачи этих лабораторий — анализ генетического контроля процессов развития различных органов и тканей; исследование механизмов регуляции синтеза и деградации белков на разных стадиях онтогенеза; изучение регуляторных функций белков и пептидов межклеточного матрикса.
Генетическое направление исследований вело свое начало из Кольцовского Института, сотрудники которого В. В. Сахаров, Н. Н. Соколов, Б. Н. Сидоров были приглашены Б. Л. Астауровым во вновь созданный Институт биологии развития и возглавили его генетические лаборатории. В настоящее время генетические лаборатории представлены лабораториями генетики, цитогенетики и структурно-функциональной организации эукариотических хромосом. В работах сотрудников этих лабораторий исследовались генетические механизмы видообразования, в том числе хромосомного видообразования; изучалась эволюционная роль отдаленной гибридизации; а также анализировались особенности структуры хромосом эукариот.
Изучение экологических и эволюционных проблем онтогенеза проводилось в лаборатории постнатального онтогенеза основанной С. Е. Клейненбергом и долгие годы руководимой А. В. Яблоковым. Здесь исследовались фенотипическая изменчивость, нарушения стабильности процессов развития; особенности роста и гетерохроний в постнатальном онтогенезе как факторов, определяющих микроэволюционные изменения в популяциях животных; регистрирующие структуры (ткани зуба и кости) как характеристика состояния популяций наземных позвоночных — эти исследования впервые в мире начатые сотрудниками ИБР Г. А. Клевезаль и М. В. Миной в дальнейшем легли в основу новых методов: скелетохронологии и цементохронологии.
Физиологическое направление исследований было создано Х. С. Коштоянцем и Т. М. Турпаевым. Это направление было представлено лабораториями общей физиологии, сравнительной физиологии, гормональных регуляций. Исследования, проводившиеся в этих лабораториях, связаны с анализом развития нервной системы, формирования нейрогуморальной регуляции в онтогенезе; роли нейротрансмиттеров в регуляции самых ранних этапов эмбрионального развития; клеточных и молекулярных механизмов формирования поведения в ходе развития и перестройки поведенческих программ у взрослых организмов; молекулярных основ функционирования сигнальных путей; особенностей экспрессии рецепторов.
Кроме того на территории Института также ведется научная работа по изучению истории экспериментальной биологии и генетики в России, проводятся мемориальные чтения и хранятся редкие экспонаты и материалы (в том числе архив академика Б. Л. Астаурова, альбомы и документы Н. К. Кольцова и др. сотрудников). Также по инициативе дирекции был создан Виртуальный музей института. В его коллекции размещены фото, аудио- , видеоматериалы по теме, а также оцифрованные редкие книги из личных библиотек сотрудников Института.
Трудности, характерные для современного этапа развития отечественной науки, коснулись, естественно, и Института. Выход из данной ситуации видится в привлечении молодежи в Институт, концентрации усилий вокруг самых важных проблем биологии развития, а также в формировании более тесных связей с вузами, прежде всего с Биологическим факультетом МГУ. В ИБР создан Центр клеточных технологий, в котором сосредоточены исследования по различным проблемам клеточной биологии, в том числе биологии стволовых клеток; совместно с Биологическим факультетом МГУ организован Учебно-научный центр по биологии развития; возобновлено регулярное проведение Школ по биологии развития — первая Школа состоялась в 1971 г. Значительно возрос приток аспирантов и молодых исследователей. Таким образом, вопреки трудностям, история Кольцовского Института продолжается.

## Структура

### Лаборатории
К концу 2021 года в институте действовали:
- Лаборатория Проблем регенерации (Э. Н. Григорян)
- Лаборатория Эволюции генома и механизмов видообразования (Я. Р. Галимов)
- Лаборатория Эволюционной биологии развития (Н. Д. Озернюк)
- Лаборатория Клеточных и молекулярных основ гистогенеза (И. В. Лядова)
- Лаборатория Клеточной биологии (Е. А. Воротеляк)
- Лаборатория Биохимии процессов онтогенеза (Н. П. Шарова)
- Лаборатория Молекулярно-генетических процессов развития (О. Б. Симонова)
- Лаборатория Эволюционной генетики развития (А. М. Куликов)
- Лаборатория Постнатального онтогенеза (В. М. Захаров)
- Лаборатория Нервных и нейроэндокринных регуляций (М. В. Угрюмов)
- Лаборатория Нейробиологии развития (И. С. Захаров)
- Лаборатория Сравнительной физиологии развития (Е. Е. Воронежская)
- Лаборатория Физиологии рецепторов и сигнальных систем (П. В. Авдонин)
- Лаборатория Эволюции морфогенезов (Ю. А. Краус)
- Группа Клеточных и генетических основ развития растений (А. К. Гапоненко, 2005—2020)